# Trap in Italia
La musica trap si è diffusa in Italia negli anni 2010, inizialmente come fenomeno underground per poi passare nella seconda metà del decennio a fenomeno da classifica. 
Nata negli Stati Uniti come sottogenere dell'hip hop, la trap inizia a diffondersi nel panorama musicale italiano nel 2010 (sebbene all'epoca venisse identificata con il pop alternativo). Tra i primi a cimentarsi nello stile vi sono Gué Pequeno e Jesto. Negli anni seguenti sono comparsi sulle scene artisti che hanno reso lo stile più commerciale tra cui Sfera Ebbasta, Ketama126, Coez e Carl Brave.

## Storia

### Gli esordi
I primi esempi di sonorità trap in Italia si possono trovare nel pezzo Il ragazzo d'oro di Gué, grazie alla produzione dei 2nd Roof. Il rapper italo-marocchino Maruego è tra i primi ad ottenere un importante successo di pubblico con un brano trap, grazie al suo singolo del 2014 Cioccolata, realizzato in collaborazione con Caneda. Il brano si colloca nel genere trap sia per il testo, sia per il beat (anche questo prodotto da 2nd Roof) e l'uso massiccio di Auto-Tune.
Un altro dei primi a portare gli elementi chiave del genere (Auto-Tune, basi monofoniche) è Jesto con diversi album con influenze trap, ovvero un massiccio uso dell'autotune e di basi monofoniche (tra cui Mamma ho ingoiato l'autotune) fin dal 2012. L'artista rimane tuttavia underground.

### Il successo commerciale

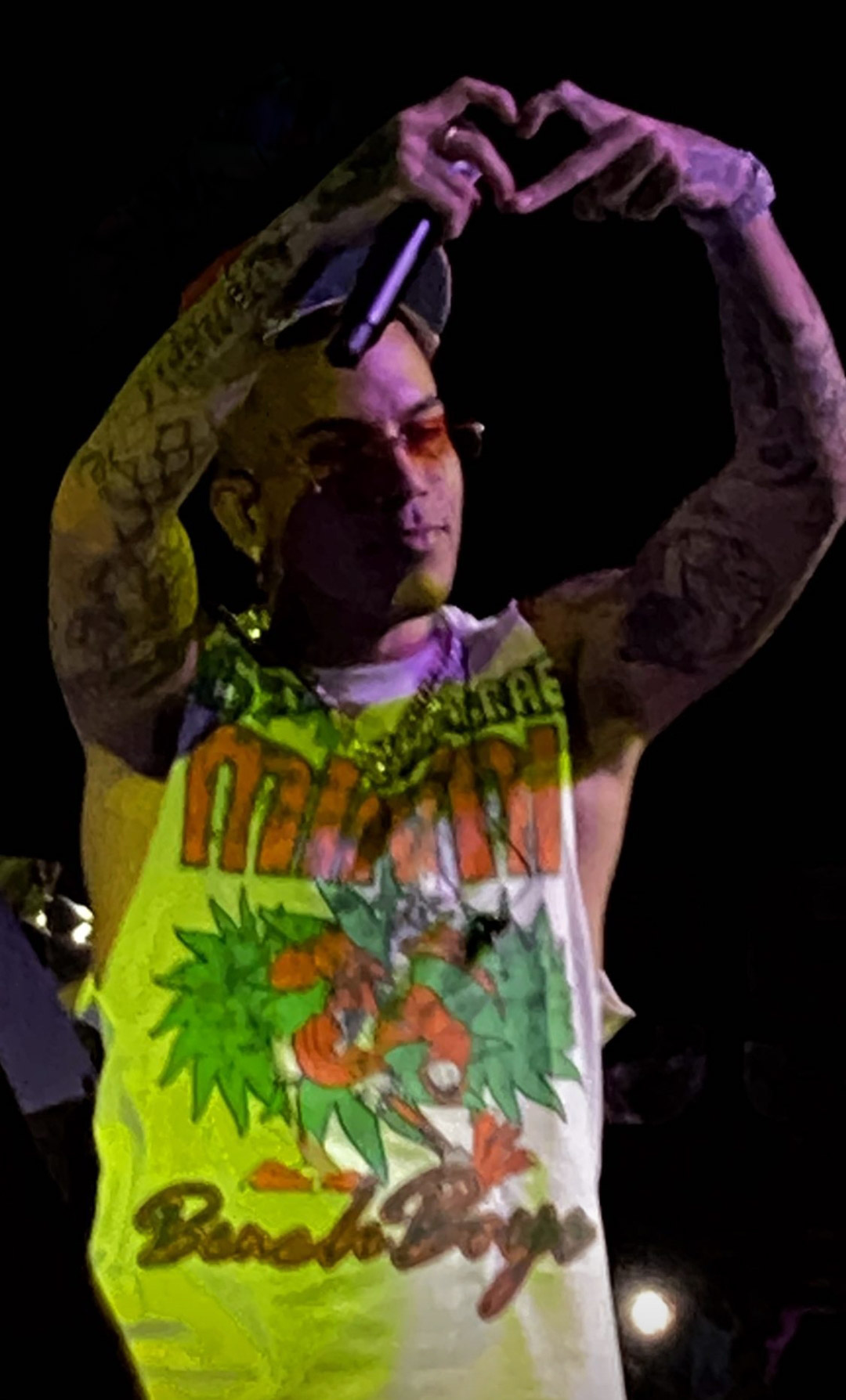
Sfera Ebbasta è il primo trapper italiano a raggiungere il successo commerciale con l'album XDVR

Il genere trap arriva alla popolarità nel 2015, con l'album XDVR di Sfera Ebbasta prodotto da Charlie Charles. Contemporaneamente, nella scena hip hop romana si fa notare la Dark Polo Gang (quasi sempre prodotta da Sick Luke), collettivo originario del rione Monti, che ha esordito con il mixtape Full Metal Dark, seguito poi da Crack musica, Succo di zenzero e The Dark Album, trilogia presto nota come The Dark Trilogy.
Denominatore comune dei due esponenti del genere è un immaginario influenzato dalla trap statunitense e francese, mischiato con le influenze italiane dei singoli artisti. Questo si nota innanzitutto a livello estetico: le atmosfere oscure dei video di Alessandro Murdaca o di Alxssvndroman, il modo di vestire, ripreso insieme allo sciroppo o lean (presente tra l'altro nella copertina di XDVR) dalla scena USA, ma anche un linguaggio e dei testi pieni di slang e termini caratteristici. Le produzioni di Charlie Charles e Sick Luke sono ricche di hi-hats in doppio o triplo tempo, ritmi sincopati, drum-machine 808 e sintetizzatori minacciosi, e sono spesso combinate con un massiccio uso di auto-tune. Tutti questi aspetti differenziano pesantemente questa ondata di rapper (presto denominata Nuova Scuola) da tutto quello che era venuto prima in Italia. 
Negli anni 2010 raggiunge la popolarità la produzione artistica di rapper quali Achille Lauro (all'epoca nell'etichetta Roccia Music insieme a Sfera Ebbasta), che con i suoi tre primi album in studio (Achille Idol immortale, Dio c'è e Ragazzi madre) contribuisce alla popolarità del genere nella Penisola: nei suoi lavori si ritrovano le tematiche caratteristiche della musica trap.
Diversi artisti ottengono un buon successo in quegli anni: Ghali, che, assieme a Sfera Ebbasta, aveva i numeri più alti, DrefGold, Capo Plaza, Izi, Chadia Rodríguez, Rkomi e Tedua: frequenti collaboratori di produttori e rapper come Charlie Charles, Sick Luke, Sfera Ebbasta e Dark Polo Gang. Questi artisti, considerati esponenti della cosiddetta nuova scuola dell'hip hop italiano, si allontanano progressivamente dalla trap nel senso stretto, migrando verso sonorità più pop. Altri ancora come Ernia e Rkomi hanno collaborato con molti trapper italiani e sono spesso qualificati dalla stampa come cantanti trap, anche se hanno in genere uno stile molto più legato al rap tradizionale
Dal 2018 in poi, il genere ha cominciato ad acquisire una sempre più grande rilevanza mediatica: artisti del genere partecipano sempre più spesso a eventi nazionali come il Concerto del Primo Maggio, ma allo stesso tempo si fanno spazio sulla stampa le polemiche destate da alcuni ascoltatori riguardo alle tematiche affrontate nei testi.
Nel 2019 nasce il gruppo trap FSK Satellite che pubblica il primo album FSK Trapshit il 12 luglio 2019, raggiungendo il successo a livello nazionale con il disco di platino. Quell'anno ci fu anche l'esplosione del giovane rapper Shiva che produsse singoli come Bossoli e Mon Fre, quest'ultima in collaborazione di Emis Killa con i quali ottenne dischi d'oro e dischi di platino.

### L'ascesa della drill
Tuttavia, a partire dal 2020, la trap in Italia comincia ad avere un declino a favore della musica indipendente, con i massimi esponenti della trap quali Sfera Ebbasta, Ghali e la Dark Polo Gang che adottano sonorità più commerciali e pop, con canzoni rap più accessibili a tutti i tipi di pubblico. Altri artisti, come Achille Lauro, cominciano invece a spostarsi su altri generi e a sperimentare. Ancora altri artisti, per esempio Tedua o Capo Plaza, si avvicinano al rap "tradizionale" e alla drill, complice la crescente popolarità del genere nella scena rap internazionale.
In Italia sono gli artisti del collettivo Seven7oo, Rondodasosa, Vale Pain, Sacky, Neima Ezza, Kilimoney e Keta a farsi strada con pezzi drill, oltre a Simba la Rue e Baby Gang che guadagnano l'attenzione anche per le loro vicende extra-musicali. Fra i producer si distingue in particolare NKO, che mette la sua firma su numerosi brani di successo; la sua influenza sul genere viene paragonata a quella avuta da Charlie Charles per la trap.

## Tematiche
I primi lavori della trap italiana presentavano molte analogie con i tipici brani trap statunitensi: basti pensare ai numerosi riferimenti alla droga nei primi testi di Sfera Ebbasta (soprattutto in Panette, SG4M1, Rapina, Ciny) e di Achille Lauro (soprattutto in G, No Twitter, Dove il denaro non può, CCL). Significativo è il fatto che tra i due fosse prevista una collaborazione, di fatto realizzata con il brano Ragazzi del blocco, ma che non si concretizzò mai del tutto se non per qualche sporadica esibizione live. Un denominatore comune dei due era l'affrontare tematiche legate al loro passato, come lo spaccio di droga, attività alla quale l'artista (così come dichiara) era invogliato a svolgere a causa di una vita di indigenza. In Ragazzi madre Achille Lauro dedica molte canzoni al tema della crescita nei quartieri malfamati e poveri, in cui si è invogliati a commettere furti, rapine e traffici illeciti per riuscire a sopravvivere più agevolmente che lavorando. Parallelamente, la Dark Polo Gang ha sviluppato uno stile di esaltazione della ricchezza materiale presente, derivata dallo spaccio di stupefacenti e dalle attività illecite svolte dagli artisti stessi. Rispetto a Sfera Ebbasta e Achille Lauro, tuttavia, manca quell'introspezione sul passato di povertà e difficoltà, concentrandosi sulla situazione di benessere presente. Questo ha portato progressivamente il gruppo a dedicarsi a tematiche più frivole e semplici, che sono poi sfociate naturalmente nel pop rap, deviazione che ha causato persino l'allontanamento di Side Baby, rimasto invece legato alle tematiche della trap.
Temi ricorrenti sono le donne, la ricchezza e le droghe.
La critica musicale ha inoltre polemizzato con le scelte stilistiche di questi artisti, talora accusandoli di promuovere atteggiamenti misogini e di propaganda all'uso (e abuso) di droghe: le critiche si sono amplificate soprattutto in seguito al dilagare naturale delle sonorità e tematiche trap, che hanno portato molti artisti a "disimpegnarsi" nella scrittura dei testi. Molti importanti esponenti dell'hip-hop, come Salmo, Fabri Fibra, Gemitaiz, Caparezza, Egreen e Nex Cassel, hanno spesso criticato (velatamente e apertamente) le scelte stilistiche di artisti che hanno deciso di non comunicare alcunché tramite le proprie canzoni, ma solamente uno stato di benessere del quale spesso non sono nemmeno artefici (come spiegato in F.A.K.E. di Don Joe). A cavallo tra il 2018 e il 2019, sull'onda della crescente popolarità della musica trap, in seguito alla Tragedia della discoteca Lanterna Azzurra l'opinione pubblica si è scagliata a tratti furiosamente contro questo genere musicale, criticando l'apparente «mancanza di contenuti» delle canzoni sue e dei suoi colleghi.
Molto diffusa tra i musicisti trap della prima ora l'uso di un cocktail composto da sciroppo per la tosse (come il Makatussin) contenente codeina (dal colore viola) mescolato a Sprite. Questo cocktail chiamato purple drank o dirty Sprite è una bevanda che produce effetti sedativi e psicoattivi. All’inizio si usava perché, anestetizzando la lingua, si otteneva un effetto biasciato e rallentato, poi perché è una droga “legale” a basso costo. Per questo nelle prime canzoni trap ci sono molti riferimenti a bevande rosa o viola (ad esempio Sfera Ebbasta in Sciroppo canta "Mixo Sprite e succo denso" oppure in No Champagne "finchè vedo tutto viola", mentre DrefGold in Tesla canta "Il bicchiere è sempre pieno e viola", "Nulla mi calma bevo la mia bevanda. Succo rosa sono una kanaglia".